# Euxoa austrina
Euxoa austrina är en fjärilsart som beskrevs av David F. Hardwick 1968. Euxoa austrina ingår i släktet Euxoa och familjen nattflyn. Inga underarter finns listade i Catalogue of Life.